# Wolfgang Menzel (Jurist)
Wolfgang Menzel (* 31. März 1926 in Grumbach; † 4. Juli 2005 in Leipzig) war ein deutscher Jurist und  Staatsrechtler.

## Leben
Wolfgang Menzel studierte nach dem Zweiten Weltkrieg bis 1951 Rechtswissenschaften an der Universität Leipzig. Im Januar 1955 promovierte er dort zum Dr. jur. Das Thema seiner Dissertation lautete Das Vorschlags- und Beschwerderecht der Werktätigen in der Deutschen Demokratischen Republik. 
1956 erhielt er einen Lehrauftrag für Verwaltungsrecht an der Juristenfakultät der Universität Leipzig. 1964 schloss er seine Habilitation für Staatsrecht ab und war ab 1966 Direktor des Instituts für Staatsrecht. Gleichzeitig war er ab 1966 Prodekan für Forschung der Juristenfakultät der Karl-Marx-Universität Leipzig.

## Werke (Auswahl)
- (mit Frank Grimm): 	Mit den Eingaben der Bürger schöpferisch arbeiten. Berlin 1963.
- (mit Ekkehard Lieberam): Bonner Wahlen 69. Schein u. Wirklichkeit. Berlin 1969.
- Gutachten zum Münchner Abkommen, Hrsg. Sudetendeutscher Rat e.V., München 1967